# Louis Hercule Timoléon de Cossé-Brissac
Louis Hercule Timoléon de Cossé-Brissac, född 14 februari 1734 och död 9 september 1792, var en fransk hertig och militär.
de Cossé-Brissac utmärkte sig under franska revolutionen för sin stora trohet mot Ludvig XVI, som 1791 utnämnde honom till chef för det garde, som konstitutionen tillerkände kungen. På grund av sin kungatrohet blev han förhatlig för folkmassan och mördades under septemberoroligheterna 1792. Gift med Adélaïde Diane de Cossé.